# Jonathan Swift
Pour les articles homonymes, voir Swift.
Œuvres principales
- Lettres du Drapier (1724)
- Les Voyages de Gulliver (1726)
- Modeste Proposition (1729)
- Le Conte du tonneau (1704)

Jonathan Swift, né le 30 novembre 1667 à Dublin en Irlande et mort le 19 octobre 1745 dans la même ville, est un écrivain, satiriste, essayiste, pamphlétaire politique, poète et clergyman anglo-irlandais. Probablement le plus grand satiriste en prose de la langue anglaise, il est surtout connu pour avoir écrit Les Voyages de Gulliver.
Membre du Scriblerus Club, il publie ses œuvres en usant des pseudonymes comme Lemuel Gulliver, Isaac Bickerstaff et M. B. Drapier, ou anonymement. Il se démarque dans deux styles de satire, la satire horacienne et la satire juvénalienne. Il a été doyen de la cathédrale Saint-Patrick de Dublin.

## Biographie

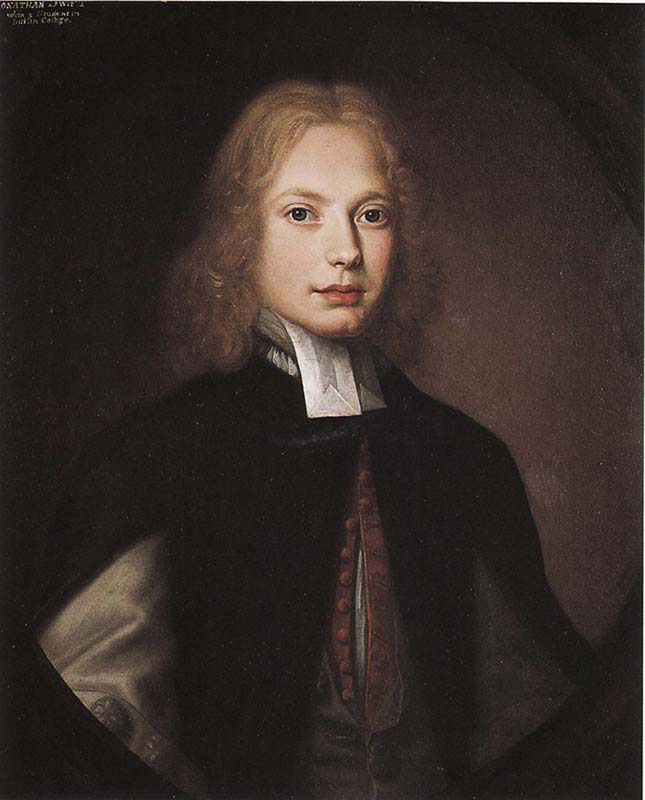
Portrait du jeune Jonathan Swift, par Thomas Pooley.

### Enfance
Jonathan Swift naît le 30 novembre 1667 à Dublin (Royaume d'Irlande). Il est le deuxième enfant et le seul fils de Jonathan Swift (1640–1667) et de son épouse Abigail Erick (or Herrick), originaire de Frisby on the Wreake (Leicestershire). Son père, natif de Goodrich (Herefordshire), est arrivé en Irlande avec ses frères pour refaire sa vie après la ruine du domaine paternel pendant la Guerre civile. Son grand-père maternel, James Ericke, était vicaire de Thornton (Leicestershire). En 1634 il est condamné pour ses pratiques puritaines et, peu de temps après, quitte l'Angleterre et se réfugie en Irlande avec sa famille,.
Le père de Swift s'associe au cabinet d'avocat de son frère aîné, Godwin (1628–1695). Il meurt sept mois avant la naissance de son fils, d'une syphilis contractée, selon lui, par le contact avec des draps souillés pendant un déplacement. Sa mère retourne en Angleterre après la naissance de Jonathan, le confiant aux bons soins de son oncle Godwin Swift, ami proche et confident de Sir John Temple, dont le fils emploiera par la suite le jeune Jonathan Swift,.
Vers l'âge d'un an, sa nourrice retourne dans sa famille à Whitehaven (Cumberland). Jonathan y apprend à lire dans la Bible. Il revient en Irlande à l'âge de trois ans pour y retrouver sa mère. La famille a quelques connexions dans le monde littéraire. Sa grand-mère Elizabeth (Dryden) Swift est la nièce de Sir Erasmus Dryden, grand-père du poète John Dryden. Katherine (Throckmorton) Dryden, la tante de cette même grand-mère est la cousine d'Elizabeth, épouse de Sir Walter Raleigh. Son arrière-arrière grand-mère Margaret (Godwin) Swift est la sœur de Francis Godwin, auteur de The Man in the Moone , qui aura une influence sur les Voyages de Gulliver. Son oncle Thomas Swift a épousé une fille du poète et auteur de théâtre Sir William Davenant, filleul de William Shakespeare.

### Formation
C'est son oncle Godwin qui se charge de son éducation, l'envoyant étudier, à l'âge de six ans, à la Kilkenny Grammar School. Il en sort diplômé à l'âge de quinze ans, et poursuit ses études au Trinity College de Dublin - qui est à l'époque la seule université d'Irlande - de 1682 à 1686,. Le programme, hérité du Moyen Âge, prépare les jeunes gens à la prêtrise et les cours insistent sur les enseignements d'Aristote et sur la dialectique, les étudiants devant être capables de débattre en défendant tour à tour des point de vue opposés. Swift se montre un étudiant doué, mais pas au-dessus du lot. Il reçoit son diplôme de Bachelor of Arts en 1686,.

### Vie d'adulte

#### Moor Park
En 1688, il quitte Dublin, où les tensions entre protestants et catholiques montent avec la déposition de Jacques II, pour se rendre en Angleterre. Il y rejoint sa mère, établie dans le comté de Leicester. Il sert alors de secrétaire à Sir William Temple, parent très éloigné de sa mère. Temple est un des diplomates qui a négocié la Triple Alliance de la Haye en 1668. Retiré des affaires, il s'occupe alors de son domaine de Moor Park à Farnham (Surrey) et rédige ses mémoires. À ses côtés, Swift gagne sa confiance. Il est bientôt présenté au roi Guillaume III et envoyé à Londres pour plaider la cause d'une loi rendant la convocation du Parlement triennale,.
Swift devient le précepteur d'Esther Johnson, alors âgée de huit ans, fille d'une pauvre veuve qui joue alors, à Moor Park, le rôle de dame de compagnie auprès de la sœur de Sir William Temple, Lady Giffard. Swift, qui la surnomme « Stella » entretiendra avec elle une relation longue et ambiguë,.

##### Killroot
En 1690, pour des raisons de santé, Swift quitte les Temple pour retourner en Irlande, mais revient à Moor Park l'année suivante. Il souffre de vertiges et d'autres symptômes qui s'apparentent à la maladie de Ménière et le feront souffrir toute sa vie durant. C'est en 1692, pendant ce second séjour chez les Temple que Swift reçoit son Master of Arts de Hart Hall, Oxford. Il quitte alors Moor Park, estimant que le patronage de Temple ne pourra pas lui apporter une position avantageuse et espérant être ordonné prêtre dans l'Église d'Irlande. Ordonné diacre à la cathédrale Christ Church de Dublin, en 1694 il est nommé pasteur à Kilroot, dans le diocèse de Connor, à proximité de Carrickfergus dans le comté d'Antrim,.
Dans sa nouvelle position, Swift souffre de l'isolement et de l'éloignement des cercles de pouvoir et de décision. Il semble que pendant cette période, il soit tombé amoureux de Jane Waring (qu'il surnomme Varina). L'issue malheureuse de cette passion unilatérale semble avoir décidé Swift à quitter Kilroot et à regagner Moor Park et l'Angleterre en 1696. Il y restera jusqu' à la mort de Temple, l'aidant à préparer la publication de ses mémoires et de sa correspondance. C'est pendant cette période qu'il écrit The Battle of the Books, un livre satirique répondant au critiques d'Essay upon Ancient and Modern Learning, un ouvrage de Temple paru en 1690,.
Temple décède le 27 janvier 1699. Swift s'attarde quelque temps en Angleterre pour terminer l'édition des mémoires de son mentor, espérant que ce travail lui amènera quelque reconnaissance. Le troisième tome, publié en 1709, lui attirera au contraire l'animosité d'une partie de la famille du défunt, en particulier sa sœur Martha, la puissante Lady Giffard. Swift tente alors de s'extraire de la situation en sollicitant directement le roi pour obtenir une position, tentative qui échoue lamentablement et l'oblige à accepter le poste de secrétaire du comte de Berkeley, un des Lords justiciers d'Irlande. Quand il revient dans son pays natal, il apprend que la position promise est déjà pourvue, et il doit se contenter du bénéfice de Laracor, Agher, et Rathbeggan et d'une prébende à la cathédrale Saint-Patrick de Dublin,.
À Laracor (comté de Meath), la congrégation de Swift compte 15 âmes. Mais sa cure n'est qu'à 32 kilomètres de Dublin et, quand il ne jardine pas, il y passe le plus clair de son temps, officiant par ailleurs comme chapelain auprès de Lord Berkeley. Pendant les dix années qui suivent, il se rend fréquemment à Londres. En 1701, il publie anonymement un pamphlet politique intitulé A Discourse on the Contests and Dissentions in Athens and Rome, où il prend parti pour les Whigs,.

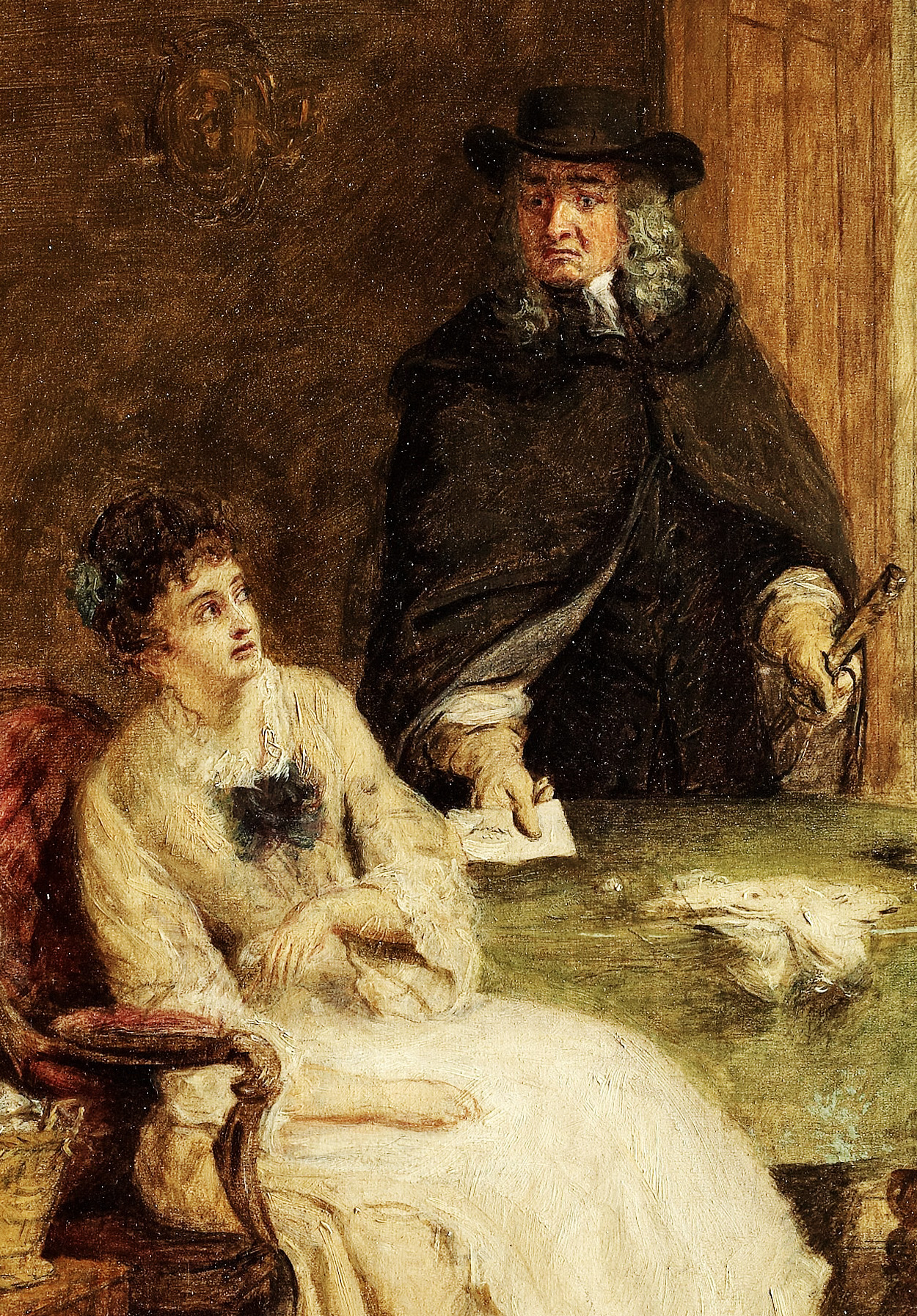
Jonathan Swift et Vanessa, par William Powell Frith (1881).

##### Écrivain
Après 1700, Swift réside à Trim (comté de Meath), où il rédige une bonne partie de son œuvre. En février 1702, il est reçu Doctor of Divinity du Trinity College de Dublin. Au printemps, il se rend en Angleterre et en revient en octobre, accompagné d'Esther Johnson — alias Stella, désormais âgée de 20 ans — et de son amie Rebecca Dingley, issue elle aussi de l'entourage de Temple. La vie sentimentale de Swift est difficile à déchiffrer. Son ami Thomas Sheridan pensait que Jonathan et Stella s'étaient mariés secrètement en 1716. D'autres témoins (Mrs Brent, sa gouvernante, et Rebecca Dingley, qui vécut avec Stella pendant son séjour en Irlande) ont réfuté ces allégations. Il est certain que Swift n'envisageait pas que Stella puisse épouser quelqu'un d'autre. En 1704, quand William Tisdall, un ami commun, informa Swift de son intention de demander Stella en mariage, celui-ci lui écrivit pour l'en dissuader. Malgré le ton courtois de sa missive; Swift exprimera par la suite son dégoût pour cette idée et s'éloignera pour longtemps de Tisdall,.
Pendant ses séjours en Angleterre, en 1704, Swift publie A Tale of a Tub (pamphlet contre les fanatiques religieux de tous bords) et The Battle of the Books (satire de la querelle des Anciens et des Modernes). Il se constitue une réputation d'écrivain et il se lie d'amitié avec Alexander Pope, John Gay, and John Arbuthnot, formant avec eux le noyau central du Martinus Scriblerus Club (cercle amical fondé en 1713 se dédiant aux pastiches et supercheries littéraires),.

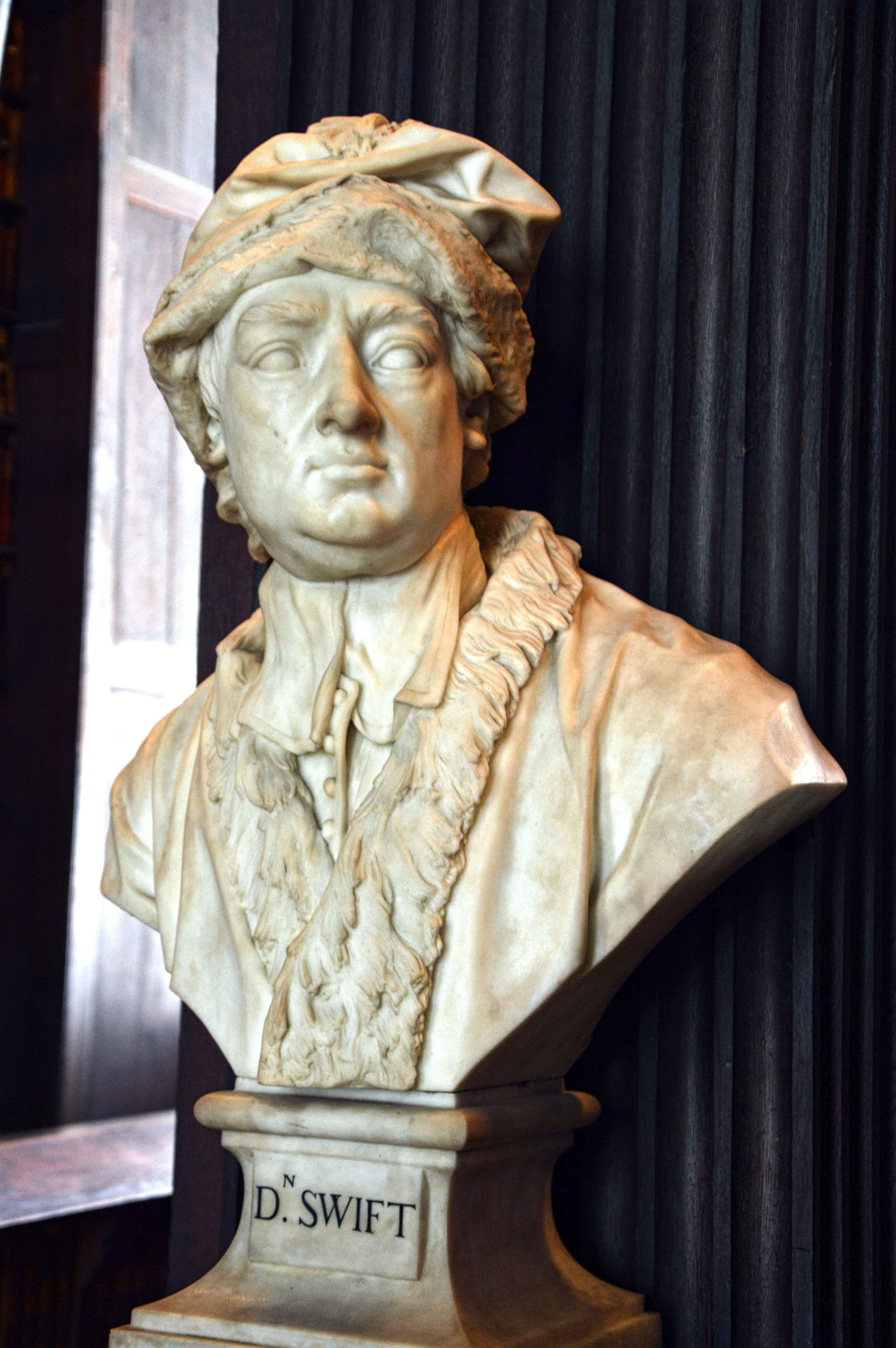
Buste de Jonathan Swift par Louis François Roubillac. Old Library, Trinity College, Dublin.

#### Swift et la politique
Swift avait soutenu la « Glorieuse Révolution » et avait été, dans sa jeunesse, un partisan des Whigs. En tant que membre de l'Église anglicane, il craignait le retour d'une monarchie catholique et du papisme. De 1707 à 1709, puis de nouveau en 1710, Swift est à Londres, où il plaide sans succès auprès de l'administration whig de Lord Godolphin, en faveur du clergé irlandais, qui estime être le bénéficiaire légitime de des taxes connues sous le nom de « Queen Anne's Bounty » (environ £2 500 par an). Il finit par trouver les Tories plus ouverts à ses propositions et, quand ils arrivent au pouvoir en 1710, ils lui confient la rédaction en chef de leur journal The Examiner. En 1711, il publie un pamphlet intitulé The Conduct of the Allies, qui attaque le gouvernement whig, incapable de mettre un terme à la guerre avec la France (les deux pays sont alors  engagés dans la guerre de Succession d'Espagne). Ce seront les Tories, arrivant au pouvoir, qui signeront finalement en 1713 le traité d'Utrecht mettant fin aux hostilités, à l'issue de négociations secrètes et illégales,,,.
Swift fait alors partie du premier cercle du gouvernement tory. Il joue les intermédiaires entre Henry St John (vicomte Bolingbroke), ministre des affaires étrangères (1710–1715), et Robert Harley (comte d'Oxford), lord trésorier et Premier ministre  (1711–1714). Swift a documenté ses expériences et ses réflexions relatives à cette période dans sa correspondance avec Stella, publiée après sa mort sous le titre A Journal to Stella. En 1714, Les dissensions entre les deux leaders des Tories conduisent au limogeage d'Harley. Après la mort de la reine Anne et l'accession au trône de George Ier, les Whigs reviennent au pouvoir et les leaders tories sont traînés en justice pour trahison, du fait des négociations secrètes conduites avec la France,,,,,.
Swift a été décrit par ses biographes comme  « Whig en politique » et « Tory en religion ». Il a lui-même confirmé ce positionnement : « en tant qu'amoureux de la liberté, je me suis trouvé être ce qu'on appelle un Whig en matière politique... Mais pour ce qui concerne la religion, je dois confesser que je suis partisan du haut-clergé ». Dans Thoughts on Religion, conscient des débordements provoqués par le fanatisme religieux dans l'Angleterre de son temps, il écrit : « Chaque personne, en tant que membre de la communauté, devrait se contenter d'être maître de ses convictions personnelles en privé »,,,.
Pendant le temps qu'il passe à Londres, Swift se lie aux Vanhomrigh, une famille de marchands néerlandais installée à Londres après un séjour en Irlande. Swift y fréquente une de leurs filles, Esther, qu'il surnomme Vanessa. Écrivaine et poétesse, elle sera le personnage principal du poème Cadenus and Vanessa, que Swift lui consacrera. Il semble, si l'on en croit le poème, que la jeune fille soit tombée amoureuse de Swift, que ce dernier ait répondu favorablement à ses avances pour s'en repentir aussitôt et tenter de rompre avec elle. En 1714, Esther suit cependant Swift en Irlande et s'installe dans l'ancienne maison de sa famille à Celbridge Abbey. Ils entretiennent alors une relation mouvementée jusqu'à son décès en 1723, à l'âge de 35 ans,,,,,.

##### Dernières années
Avant la chute du gouvernement tory, Swift avait imaginé que son engagement serait récompensé par une position en Angleterre. Il semble que la reine Anne, l'ayant pris en grippe après la publication du Tale of a Tub (qu'elle jugeait blasphématoire), et de The Windsor Prophecy (où Swift la conseillait sur le choix de ses dames de compagnie), se soit refusée à lui accorder ce souhait. Il doit se contenter du titre de doyen de la cathédrale Saint-Patrick et retourne en Irlande après le retour des Wighs, pour y finir sa vie « comme un rat dans son trou »,,,.

« Entrer dans un parti comme dans un ordre monastique en faisant vœu d'obéissance à ses supérieurs est tout à fait incompatible avec les libertés civiles et religieuses que nous affirmons avec tant de zèle... Au lieu de savoir si vous êtes un homme vertueux, honorable, pieux, spirituel, de bon sens et cultivé, la question du jour se résume à savoir si vous êtes Whig ou Tory. »

— Jonathan Swift (1708)
De retour en Irlande, Swift emploie ses talents de pamphlétaire à défendre des causes qui touchent de près son pays natal. C'est ainsi qu'il publie Proposal for Universal Use of Irish Manufacture (1720), Drapier's Letters (1724), et A Modest Proposal (1729). Il y gagne la réputation d'un véritable patriote irlandais et quelques tentatives du Gouvernement pour le faire taire. Son imprimeur, Edward Waters, est condamné pour écrits séditieux en 1720. En 1724, cependant, un jury refuse de qualifier les Drapier's Letters — dont on sait Swift être l'auteur malgré l'anonymat — d'ouvrage séditieux. Swift répliquera à ces attaques par de nouveaux pamphlets dirigés principalement contre William Whitshed, Lord Chief Justice d'Irlande,.

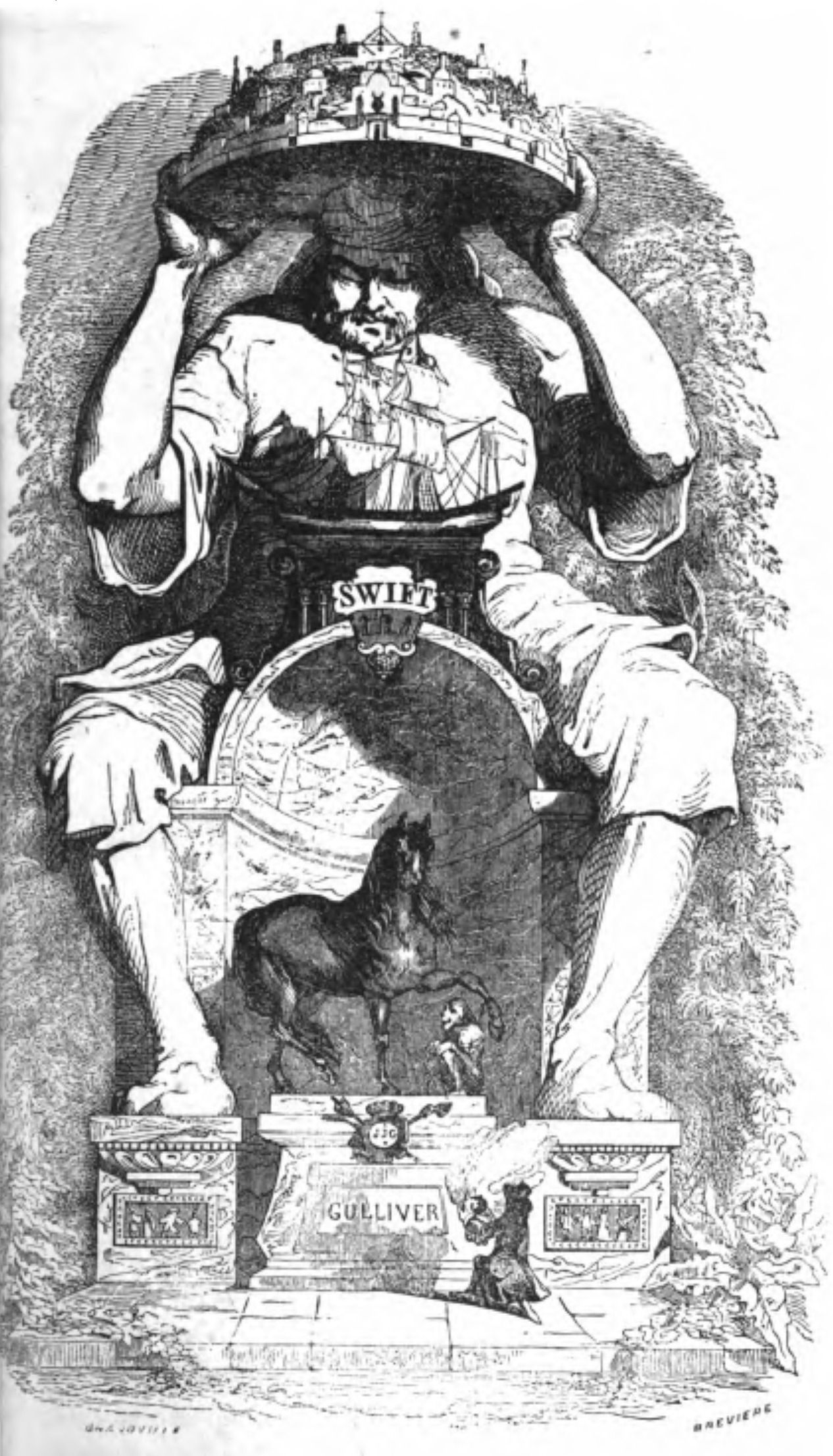
Illustration pour les Voyages de Gulliver (1849).

##### Les voyages de Gulliver
C'est aussi pendant ces années qu'il rédige son chef-d'œuvre : Les Voyages de Gulliver. Dans ce pastiche de relation de voyage matinée de pamphlet politique, Swift transpose son expérience politique des années précédentes,.
En mars 1726, Swift quitte l'Irlande et gagne Londres pour y trouver un éditeur qui accepte de publier, sans lui faire courir de risque, ce qui se présente alors comme un violent pamphlet politique, contenant en outre de nombreux passages scabreux ou scatologiques. En août, Benjamin Motte, un imprimeur-libraire londonien, reçoit une partie du manuscrit, que Swift à fait transcrire pour masquer son écriture. Une lettre signée d'un certain Richard Sympson, prétendument cousin de Gulliver, accompagne le colis et demande 200 £ pour l'auteur qui souhaite dédier cette somme à une œuvre pour les gens de mer dans le besoin,,.
Le livre est finalement publié le 28 octobre 1726. Malgré les nombreuses erreurs et omissions délibérées opérées par Motte sans l'accord de Swift, l'ouvrage est un succès immédiat. Il est réimprimé à plusieurs reprises, sans les erreurs, mais en conservant toujours les omissions, jusqu'en 1735, où il paraît dans sa version originale sous les presses dublinoises de George Faulkner, dans le cadre de la publication des œuvres complètes de Swift,,.
En 1727, Swift revient en Angleterre et séjourne à nouveau chez Alexander Pope. Mais il doit couper court à son séjour quand il apprend qu'Esther Johnson est à l'article de la mort. Il se rend en hâte à son chevet et il est près d'elle quand elle meurt le 28 janvier 1728. C'est dans ces circonstances qu'il écrit On the Death of Mrs Johnson, véritable élégie à la mémoire de son amie. Malade, il ne peut assister aux funérailles. Des années plus tard, une mèche de cheveux sera retrouvée dans son bureau, entourée d'un papier sur lequel est écrit « Only a woman's hair » (juste des cheveux de femme),.

##### Décès

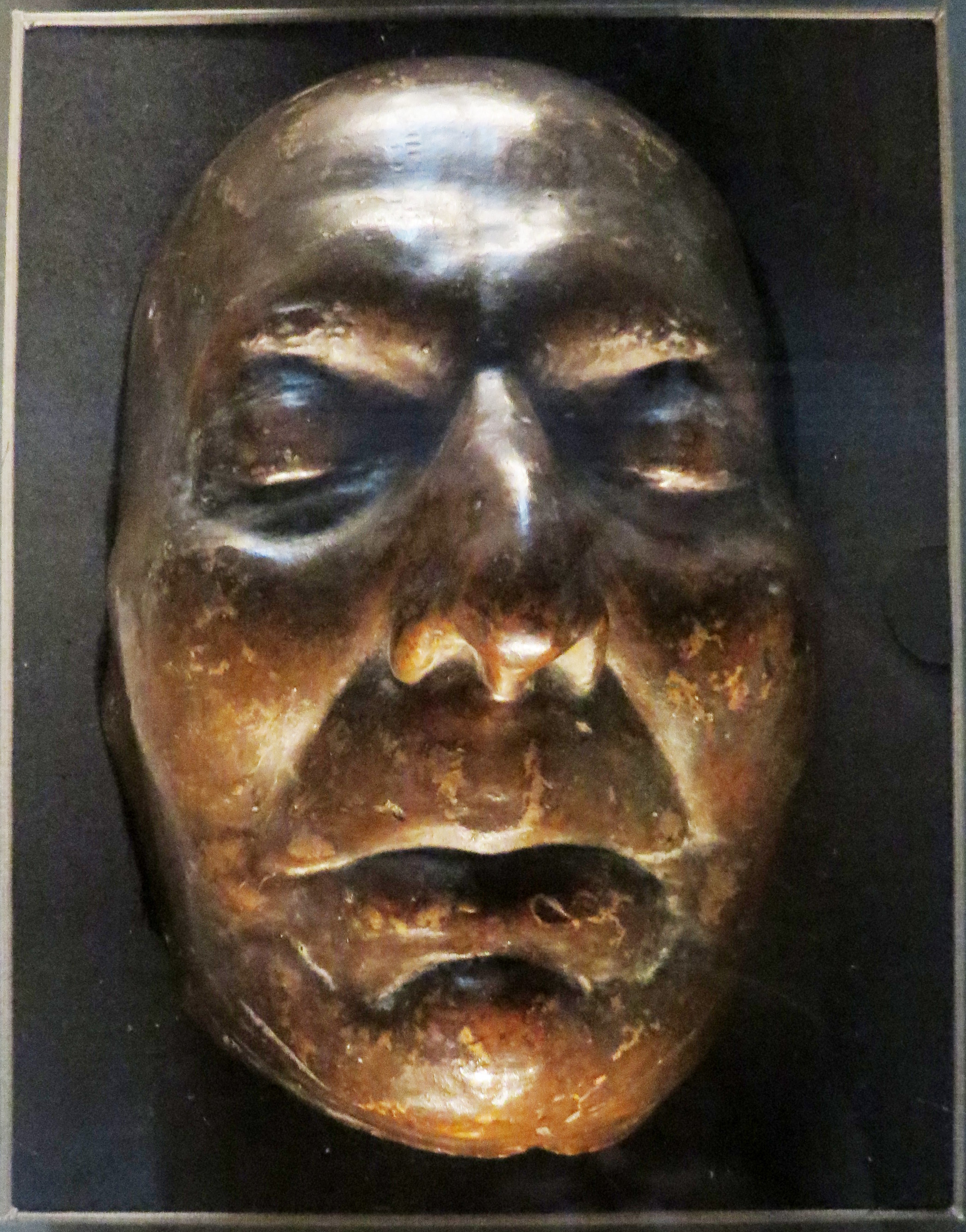
Masque mortuaire de Jonathan Swif (Trinity Library, Trinity College, Dublin).

En 1731, Swift compose sa propre nécrologie (Verses on the Death of Dr. Swift), qui sera publiée en 1739. En 1732, son ami  John Gay meurt. En 1735, c'est au utour de John Arbuthnot. En 1738 Swift commence à décliner. En 1742, il semble qu'il ait subi un accident vasculaire cérébral. Il perd l'usage de la parole et son comportement devient agressif. Pour le mettre à l'abri des profiteurs, son entourage le fait déclarer « of unsound mind and memory ». Après sa mort le 19 octobre 1745, l'argent qu'il laisse est employé à la fondation d'un hôpital soignant les maladies mentales, le St. Patrick’s Hospital for Imbeciles (en), créé en 1757,.
Jonathan Swift est enterré dans l'enceinte de sa cathédrale, près du cercueil de Stella. Sur la pierre tombale, on peut lire l'épitaphe qu'il a écrite en latin : « Ici repose la dépouille de JONATHAN SWIFT, D.D., doyen de cette cathédrale, qui désormais n'aura plus le cœur déchiré par l'indignation farouche. Va ton chemin, voyageur, et imite si tu le peux l'homme qui défendit la liberté envers et contre tout »,.

## Œuvres

### Principales œuvres en prose
- Le Conte du Tonneau (1704, 1710)[20].
- La Bataille des Livres (1697, publié en 1704).

- Predictions for the Ensuing Year, par Isaac Bickerstaffe (attribué à Swift).
- Lettres de Drapier (1724). Project Gutenberg
- Les Voyages de Gulliver (1726).
- A Modest Proposal for Preventing the Children of Poor People in Ireland Being a Burden on Their Parents or Country, and for Making Them Beneficial to the Publick (1729)[21].

### Essais, tracts, pamphlets, periodiques
- Méditation sur un manche à balai (A Meditation upon a Broom-stick)(1703-1710)
- A Tritical Essay upon the Faculties of the Mind (1707-1711)[22]
- The Bickerstaff-Partridge Papers (1708–1709)
- An Argument Against Abolishing Christianity (1708-1711) (texte intégral).
- The Intelligencer (avec Thomas Sheridan (1719–1788). Project Gutenberg
- The Examiner (1710). Project Gutenberg
- A Proposal for Correcting, Improving and Ascertaining the English Tongue (1712)
- Sur la Conduite des Alliés (On the Conduct of the Allies) (1711)
- Hints Toward an Essay on Conversation (1713 Bartleby.com
- The Publick Spirit of the Whigs, set forth in their generous encouragement of the author of the crisis (1714)
- A Letter to a Young Gentleman, Lately Entered into Holy Orders (1720)
- A Letter of Advice to a Young Poet (1721). Bartleby.com
- Drapier's Letters (1724, 1725)
- Bon Mots de Stella (1726)
- An Essay on the Fates of Clergymen
- A Treatise on Good Manners and Good Breeding. Bartleby.com
- A modest address to the wicked authors of the present age. Particularly the authors of Christianity not founded on argument, and of The resurrection of Jesus considered (1743-1745?)

### Poèmes
- Ode to the Athenian Society, The Athenian Mercury, supplement du 14 février 1691.
- Poèmes de Jonathan Swift, D.D. Project Gutenberg: Volume One, Volume Two
- Baucis and Philemon (1706–09). Munseys
- A Description of the Morning (1709). Université de Toronto et University of Virginia
- A Description of a City Shower (1710). Poetry Foundation
- Cadenus and Vanessa (1713). Munseys
- Phillis, or, the Progress of Love (1719). theotherpages.org
- Poèmes d'anniversaire pour Stella
  - 1719. Université de Toronto
  - 1720. Texte intégral
  - 1727. Texte intégral Université de Toronto
- The Progress of Beauty (1719–20). OurCivilisation.com
- The Progress of Poetry (1720) theotherpages.org
- A Satirical Elegy on the Death of a Late Famous General (1722). U of Toronto
- To Quilca, a Country House not in Good Repair (1725): Full text: U of Toronto
- Advice to the Grub Street Verse-writers (1726). U of Toronto
- The Furniture of a Woman's Mind (1727)
- On a Very Old Glass (1728). Gosford.co.uk
- A Pastoral Dialogue (1729). Gosford.co.uk
- The Grand Question debated Whether Hamilton's Bawn should be turned into a Barrack or a Malt House (1729). Gosford.co.uk.
- On Stephen Duck, the Thresher and Favourite Poet (1730). U of Toronto.
- Death and Daphne (1730). OurCivilisation.com.
- The Place of the Damn'd (1731).
- A Beautiful Young Nymph Going to Bed (1731). Jack Lynch; U of Virginia.
- Strephon and Chloe (1731).Jack Lynch; U of Virginia.
- Helter Skelter (1731). OurCivilisation.com.
- Cassinus and Peter : A Tragical Elegy (1731). Jack Lynch.
- The Day of Judgment (1731).
- Verses on the Death of Dr. Swift, D.S.P.D. (1731–32). Jack Lynch, U of Toronto; U of Virginia.
- An Epistle to a Lady (1732). OurCivilisation.com.
- The Beasts' Confession to the Priest (1732). U of Toronto.
- The Lady's Dressing Room (1732). Jack Lynch.
- On Poetry : A Rhapsody (1733)[23].
- The Puppet Show.
- The Logicians Refuted.

### Correspondance, écrits personnels
- When I Come to Be Old – Swift's resolutions. (1699).
- A Journal to Stella (1710–13). The Journal to Stella; Extraits: OurCivilisation.com;
- Lettres
  - Lettres choisies
  - Lettres à Oxford et à Pope: OurCivilisation.com
- Correspondance de Jonathan Swift, D.D. Edité par David Woolley, 4 volumes et un index. P. Lang, Francfort, New York c. 1999 – c. 2007.

### Sermons et prières
- Trois sermons et trois prières. U of Adelaide, Project Gutenberg
- Trois sermons : I. on mutual subjection. II. on conscience. III. on the Trinity. Project Gutenberg.
- Écrits sur la religion et l'Église. Tome 1 , Tome 2.
- Première prière, 17 octobre 1727. Worldwideschool.org
- Seconde prière, 6 novembre 1727. Worldwideschool.org

### Divers
- Instructions aux domestiques (1731). Jonathon Swift Archive
- A Complete Collection of Genteel and Ingenious Conversation (1738).
- Thoughts on Various Subjects. U of Adelaide
- Historical Writings: Project Gutenberg
- Citations Bartleby.com  – 59 citation accompagnées de notes.
- The Benefit of Farting Explained, sous le pseudonyme de Don Fartinando Puff-Indorst, Professor of Bumbast in the University of Crackow[24].

### Citations originales
1. ↑  (la) « Hic depositum est Corpus IONATHAN SWIFT S.T.D. Hujus Ecclesiæ Cathedralis Decani, Ubi sæva Indignatio Ulterius Cor lacerare nequit. Abi Viator Et imitare, si poteris, Strenuum pro virili Libertatis Vindicatorem. »